# ケヤリムシ
ケヤリムシ（毛槍虫、英：feather duster worms）とは、環形動物門多毛綱ケヤリムシ目ケヤリムシ科に属する動物の総称、または特にその中の1種 Sabellastarte japonica Marenzeller を指す和名である。和名の由来は大名行列の先頭を飾った毛槍から。 
釣りエサとされるゴカイの仲間だが、歩行生活を捨て固着生活を送る。頭部に羽根のような触手（鰓冠）を発達させ、外見の特徴となっている。上記の分類群に該当しなくとも、カンザシゴカイ科やウズマキゴカイ科に所属して類似の構造を持った生物をまとめてこう呼ぶ場合もある。

## 生態
泥を分泌物で固めて作った巣（棲管）に住み、退化した前口葉が口節と癒合した鰓冠に発達した多数の触手を拡げて、呼吸すると同時に、付け根にある口吻へプランクトンを誘導して濾過摂食する。驚かすと全体を一瞬で棲管に引っ込めてしまうため、イソギンチャクと間違われる事もある。また、かつて生態から「定在目（Sedentaria）」と分類されたこともあるが、住処を出て移動することもできる。
体長は大型のもので100～150ミリ、多くは数十ミリ程度だが鰓冠が発達している種が多く、海中でよく目立つ。アクアリウムのアクセントとして飼育されることも多い。特にカンザシゴカイの仲間は、鮮やかな色がダイバーや水中写真家に愛されている。
世界中の温帯～熱帯の海に分布し、日本では本州中部以南から九州までの浅い海（磯）でほぼ年間を通じて観察される。固着性ゆえに外航船に付着して運ばれるため、要注意外来生物とされている。